# آلفرد فن شلیفن
آلفرد گراف فون اشلیفن (به آلمانی: Alfred Graf von Schlieffen) یا به‌طور عمومی کُنت اشلیفن یک ژنرال فیلد مارشال و استراتژیست جنگی بود که از ابتدای ۱۸۹۱ تا یکم ژانویه ۱۹۰۶ منصب دار ریاست ستاد ارتش امپراتوری آلمان بود. نام وی بخاطر نقشه اشلیفن که در بدو جنگ جهانی اول راهنمای ارتش امپراتوری آلمان در حمله‌شان به فرانسه بود، بر سر زبان‌ها افتاده است.

## زندگی‌نامه
وی در بیست و هشتم فوریه ۱۸۳۳ به عنوان فرزند یک نظامی پروسی بنام" مانیوس فن اشلیفن " که عضوی از خانواده قدیمی و با اصالت" اشلیفن " بود، زاده شد. وی در املاک پدرش در ناحیه سابقاً اتریشی سیلزی بزرگ شد و در ۱۸۴۲ به مدرسه فرستاده شد. با بزرگ شدنش، وی علاقه ای به پیوستن به ارتش نشان نمی‌داد و بنابراین در آکادمی‌های نظامی سنتی پروس شرکت نکرد. به جای آن وی ترجیح داد در دانشگاه برلن حقوق بخواند. در ۱۸۵۳ برای یک سال خدمت اجباری در ارتش نام‌نویسی نمود. اما به جای آن که از وی به عنوان عضوی از نیروهای ذخیره استفاده کنند، وی را کاندیدای افسری کردند. از همین‌جا بود که خدمت نظامی ای که پنجاه و سه سال به طول انجامید، آغاز گردید.
در ۱۸۶۸، پانزده سالگی خدمت نظامی اش با دختر عمویش" کنتس آنا فن اشلیفن "ازدواج نمود. فرزند اول آنها که یک دختر بود، سالم بود اما همسرش پس از زایمان دومین دخترشان (که بعداً راهبه شد) درگذشت. پس از این حادثه، اشلیفن تمامی تمرکز و نیرویش را روی حرفه نظامی اش گذاشت.

## خدمت نظامی
عطف توجه به توصیه فرماندهانش، وی را در ۱۸۵۸ در حالی که بیست و پنج سال سن داشت و نسبت به بقیه جوان تر بود، به آکادمی جنگ راه دادند. در ۱۸۶۱ مفتخر به دریافت درجه و چند جایزه شد به نحوی که خدمتش به عنوان افسر ستاد را تضمین نمود. در ۱۸۶۲ در دفتر توپوگرافی ستاد مشغول به کار شد؛ فرصتی که به وی دانش جغرافیا و اهمیت و ارزش تاکتیکی_استراتژیکیِ عوارض جغرافیاییِ زمین و آب و هوا را به وی آموزاند؛ از قضا همین آموخته‌ها بعدها در طول خدمت نظامی اش به‌ویژه مانورهای جنگی که وی هدایت نمود و نیز در طراحی تمامی نقشه‌های جنگی اش که مهم‌ترین آنها نقشه اشلیفن بود، کمک شایانی به وی نمودند در ۱۸۶۵ وی با شایستگی به بخش اصلی ستاد ارتش پروس منتقل گردید؛ هر چند که مسئولیت‌های اولیه وی ناچیز بودند. سپس وی به همراه یک سپاه پیاده‌نظام پروس که در نبرد کونیگرتز در سال ۱۸۶۶ در خلال جنگ با امپراتوری اتریش رخ داد، اولین نبرد واقعی اش به عنوان یک افسر ستاد را تجربه نمود. از همین زمان به بعد، تاکتیک" نبرد محاصره ای" یا"battle of encirclement" که در این نبرد به کار گرفته شد، همانند "ضد حمله "بخشی جدانشدنی از دکترین نظامی وی گردید.
در خلال جنگ فرانسه و پروس سال ۱۸۷۰، وی یک نیروی کوچک را در دره لوآر رهبری نمود که یکی از مشکلترین جبهه‌های جنگ بود. پس از جنگ، در فرانسهٔ اشغالی گراند دوک بادن، وی را به درجه ماژور(Major) ارتقا داد. پس از سالها کار کردن در کنار ژنرال هلموت فون مولتکه(بزرگتر) و آلفرد فن والدرزه وی در چهارم دسامبر ۱۸۸۶ به درجه ماژور ژنرالی ارتقا یافت؛ سپس پنج سال بعد به دنبال بازنشستگی مولتکه (بزرگتر) به سمت نایب رئیس جدید ستاد یعنی فون والدرزه برگزیده شد و در بیست و هفتم ژانویه ۱۸۹۳ مصادف با سی و چهارمین زادروز قیصر ویلهلم دوم، درجه ژنرال سواره نظام(General of the Cavalry) با دوستاره را دریافت داشت که دو درجه از فیلد مارشال کمتر بود. در سال ۱۹۰۴ با وقوع" شورش هره رو " (Herero rebellion) در آفریقای جنوب غربی آلمان (نامیبیای فعلی) وی در کنار قیصر ویلهلم دوم و صدراعظم برنهارد فن بولو از سیاست‌های نسل‌کشی و نژاد گرایانه ای که توسط فرماندار نظامی آلمان "لوتار فون تروتا" در این مستعمره اجرا می‌شد، حمایت نمود بطوریکه اظهار داشت:" هر کشمکش نژادی تنها با نابودی یکی از طرفین خاتمه میابد."

در ماه اوت ۱۹۰۵ یکی از اسب‌های همراهان وی، به او لگد زده به‌طوری که اشلیفن ۷۲ ساله از ادامه کار ناتوان گردید و در کریسمس سال ۱۹۰۶ پس از پنجاه و سه سال خدمت، بازنشستگی اش اعلام و جایش را هلموت فون مولتکه (جوانتر) گرفت. اشلیفن در چهارم ژانویه ۱۹۱۳ یعنی تنها نوزده ماه پیش از وقوع جنگ اول جهانی وفات یافت. شایع است که آخرین جملاتی که پیش از مرگش بر زبان آورد این بود:
به یاد داشته باشید! جناح راست را بسیار قوی نگه دارید. 
اما تاکنون کسی به عنوان ناقل این جمله شناخته نمی‌شود. گذشته از این منبع این سخن ناشناخته است و تنها به نظر می‌رسد که چندین دهه بعد از مرگش نقل شده باشد.

## ساختار و اندازه ارتش آلمان
برای اشلیفن، پایینتر بودن خدمت نظام اجباری ۵۵ درصدی کشورش نسبت به فرانسه که ۸۰ درصد بود، مشکلی جدی محسوب می‌شد. با اتحاد سال ۱۸۹۴ فرانسه با روسیه این مشکل بدتر هم می‌شد. برای وی حتی برتری تاکتیکی و عملیاتی آلمان نسبت به این دو دشمن، نمی‌توانست این کمبود عددی را جبران نماید. همیشه قصد وی این بود که خدمت نظام همگانی و مهم‌تر از آن، واحدهای آموزش دیدهٔ ذخیره را فراهم نماید. اما خدمت نظام چیزی نبود که در حوزه صلاحیت وی باشد بلکه تحت اختیارات وزیر جنگ قرار داشت و اختیارات وی هم تحت تأثیر بودجه جنگ مصوب مجلس(رایشتاگ) محدود می‌شد. چون هرگونه افزایش نیروهای ارتش تحت تأثیر مسائل سیاسی و اقتصادی منع شده بود، بنابراین وی به ایده ایجاد واحدهای جدیدی متوسل شد. در صورت وقوع جنگ با فرانسه و به محض بسیج عمومی، مقدار غول آسایی از این نیروهای ذخیره، به هنگهای جایگزین شونده (به آلمانی: Ersatzbataillone) تبدیل می‌شدند تا تلفات ارتشی که مسئول تهاجم به فرانسه بود را پوشش دهند. از ژوئن ۱۸۹۱ به بعد وی مصراً خواستار ارتقای این هنگهای جایگزین شونده به تیپهای جایگزین شونده گردید.

اما مشکلات بزرگی بر سر راه این ایده جدید وجود داشتند چرا که این هنگهای جایگزین شونده(Ersatzbataillone) انسجام و کارایی نداشته و آنها هم مثل نیروهای ارتش، در جبران تلفات ارتش اصلیِ حمله کننده به فرانسه ناتوان بودند. از سوی دیگر، وزیر جنگ با ایجاد چنین نیروهای جایگزینی که نه آموزش دیده بوده و نه مجهّز و نه تحت فرماندهی واحدی قرار داشت، مخالف بود و نمی‌خواست هزینه سیاسی چنین عملی_تشدید سردی روابط با همسایه غربی_ را بپردازد؛ بنابراین تا ۱۹۱۱ هیچ‌گونه اقدام عملی در تحقق ایده‌های این رئیس ستاد نابغه انجام نگرفت تا اینکه در همین سال یعنی یازده سال پس از بازنشستگی اشلیفن، در اثر کوشش‌های ژنرال لودندورف، شش لشکر جایگزین شونده وارد خدمت گردید (هرچند این شش لشکر جایگزینی در جناحی که اشلیفن می‌خواست یعنی جناح راست؛ به کار نرفت) وی از سالها قبل اصرار داشت که تعدادِ کل لشکرها باید ۹۶ تا بوده که دوازده تا از آنها باید جایگزین شونده باشند. اما حتی خود وی هم می‌دانست که رقم تخیلیِ ۹۶ لشکر نیز برای تضمین پیروزی در یک حمله محاصره ای علیه پاریس، ناتوان است. وی گفت:
محاصره پاریس می‌تواند به هر شکلی که می‌خواهید انجام پذیرد: به زودی روشن خواهد شد که ما برای ادامه محاصره بسیار ضعیف هستیم. ما نیز مانند فاتحان پیش از خودمان می‌دانیم که جنگ آفندی (تهاجمی) هم نیروی بسیار قوی می‌خواهد و هم انرژی زیادی را تلف می‌کند، همچنین می‌دانیم که نیروهای مهاجم [به تدریج] تحلیل رفته و [در عوض] نیروهای مدافع قوی تر می‌شوند؛ این [نظریه] به‌ویژه در سرزمین‌هایی که پر از سنگر و استحکامات است، درست‌تر است.
بدون داشتن دوازده لشکر جایگزین شونده، دور زدن پاریس از جناح غربی این شهر غیرممکن بود. در بدو جنگ جهانی، ژرمن‌ها تنها شش لشکر جایگزین شونده داشتند بدتر این که تمامی آنها هم به منطقه لورن و نه برای تقویت جناح راست ارتش، فرستاده شدند. وی در مقاله ای پذیرفته بود که این دوازده لشکر جایگزینی با پیاده‌روی تا پاریس نمی‌توانند این شهر را از غرب دور بزنند و بدتر این که هیچ‌گونه سیستم راه‌آهنی در کشور فرانسه وجود نداشت که بتواند این لشکرهای جایگزینی را تا پاریس حمل کند. وی پیشنهاد کرد که اگر این لشکرهای جایگزین به هر دلیلی نتوانستند در جناح راست پیشروی کنند، لااقل در کرانه خاوری رود رود موز یا متس یا وردن مستقر شوند. هیچ گونه سند تاریخی دال بر این که اشلیفن، تمرین نظامی یا مانوری شبیه به حمله به جناح غربی پاریس را طراحی کرده باشد، در دست نیست؛ این تعجب‌برانگیز است چرا که حمله به جناح غربی پاریس جزء اصلی "طرح اشلیفن" بود. تمامی نقشه‌ها و ایده‌های دیگر این تئوریسین نظامی از جمله" Aufmarsch "و "Generalstabsreisen" و "Kriegsspiele" هیچ‌یک شباهتی به نقشه حمله به پاریس نداشتند بلکه فقط دربرگیرنده دکترین ضدحمله وی بودند.

طرح (نقشه) اشلیفن

اما در عمل، وقتی که جنگ جهانی اول آغاز شد، آلمان می‌بایست نیروهایش را در جبهه شرقی (به‌ویژه پروس شرقی) مستقر می‌ساخت چرا که آنان در برابر حمله ارتش امپراتوری روسیه آسیب‌پذیر بودند. در حقیقت حمله روسیه تزاری در هفته‌های ابتدایی جنگ نشان داد که نقشه اشلیفن مبنی بر در هم کوبیدن ارتش فرانسه ظرف شش هفته و سپس اعزام نیروها به جبهه شرقی برای مقابله با تجاوز روسیه ای که فرض شده بود هنوز نیروهایش را بسیج نکرده است، تا چه حد خیال بافانه بوده است.

## نقشه (طرح) اشلیفن
بی شک جوهره نقشه‌های جنگی اشلیفن، ضدحملهٔ استراتژیک بوده است. وی عمیقاً باورمند به عملیات‌های هجومی در چارچوب عملیات‌های دفاعی بوده است. معنای کمتر بودن شمار نیروهای آلمانی نسبت به نیروهای اتحاد فرانسه_روسیه، این بود که حالت هجومی گرفتن در برابر یک یا هر دوی این دشمنان، نوعی خودکشی خواهد بود. وی شدیداً به توانایی ارتش کشورش برای استفاده از سیستم ریلی جهت ضدحمله زدن به یکی از دشمنان و شکست دادن کامل آن، و سپس بازسازماندهی سریع ارتشش برای ضدحمله زدن به دشمن دیگر تأکید داشت. به نقل از هولمز:
در طرح جنگی"Generalstabsreise West" (یا به فارسی: بازی جنگی غربی) فرض بر این بود که فرانسویان از راه بلژیک و لوکزامبورگ به آلمان حمله نموده و بعد با یک ضدحمله در کرانه غربی رود راین نابود خواهند شد. این همان پیروزی دفاعی ای است که اشلیفن غلبه بر دشمن دوم _روسیه_ را مشروط به کسب آن می‌دانست. وی اصرار داشت که ژرمن‌ها :"باید منتظر ظاهر شدن دشمن در برابر سنگربندی‌هایشان بمانند." این رویکردی است که آلمان‌ها برگزیده و با این شیوه تصور می‌رفت که پیروزی قاطعی در برابر فرانسه به‌دست آمده [و سپس بلادرنگ نیروهایشان را به سوی شرق برای تقابل با روسیه خواهند برد.
در سال ۱۹۰۵، اشلیفن مقاله ای را که به‌درستی اولین نقشه جنگی استراتژیک تهاجمی اش دانسته می‌شود را ارائه نمود و آن را " Schlieffen plan Denkschrift" یا به فارسی"گزارش مکتوب طرح اشلیفن" نام نهاد. این مقاله به بررسی نیازمندی‌ها و الزامات جنگ تک جبهه ای بین آلمان و فرانسه که روسیه در آن شرکت نداشته و مخصوصاً آلمان را مکلف به حمله به فرانسه کرده بود، می‌پرداخت. پیش نویس این مقاله به قدری خام بوده که هیچ‌گونه توجهی به ابهاماتی مانند میزان منابع و نیروهای لازم برای این حمله نداشت تنها فرض کرده بود که آلمان بایستی حداقل صد هزار نیروی حرفه ای و صد هزار نیروی جایگزین شونده به علاوهٔ امکان استفاده از نیروهای اتریش_مجارستانی و ایتالیایی ای که مسئول دفاع از آلزاس_لورن خواهند بود، را دراختیار داشته باشد. ارتش‌های اول و دوم آلمان از استان هلندی ماستریخت و شمال بلژیک عبور کرده، ارتش‌های سوم و چهارم نیز جنوب آن و لوکزامبورگ را امن نموده تا برای جناح چپ ارتش‌های اول و دوم پوشش جناحی فراهم کنند زیرا چنان‌که در نقشه دیده می‌شود، ثابت شد که پیش‌بینی اشلیفن مبنی بر این که فرانسویان نقطه عطف طرح خود (پیکان‌های آبی رنگ در تصویر بالا) را بر ضربه زدن به جناح چپ ارتش‌های اول و دوم قرار می‌دهند، درست بوده است.
اما در فاز دوم (و نهاییِ) این عملیات است که نبوغ واقعی وی پرده از رخ برمی‌دارد: وی به قدرت دفاعیِ گستردهٔ دومین خط دفاعی فرانسویان یعنی دژ وردون، دژ پاریس و مهم‌تر از همه رود مارن، توجه داشته و برای آن‌ها نیز طرح‌ریزی لازم را انجام داد. با در نظر گرفتن این قدرت دفاعیِ دشمن، اشلیفن دانست که ارتشش مجبور خواهد شد فرانسویان را به عقب رود مارن پس زده یا حداقل سرپلی امن بر روی این رود یا رود سن یا هردو، ایجاد کند. برای این کار، وی اصرار کرد که ارتش اول واقع در منتهی‌الیه جناح غربی، با گذر از رود سن، به غرب پاریس و سپس پشت آن چرخیده و همزمان، ارتش دوم نیز با گذر از منتهی‌الیه غربی رود مارن، محاصره پاریس را تکمیل نماید.

اما هنوز هم اساس طرح وی بر پایه علائق شخصی وی نسبت به ضدحمله قرار داشت. نقشه‌های Aufmarsch II یا آرایش دوم و Aufmarsch Ost یا آرایش شرق (و بعداً هم نقشه‌های آرایش دوم غرب و آرایش اول شرق) بر این نکته تأکید داشتند که در صورتی که آلمان درگیر جنگ دو جبهه ای با فرانسه و روسیه شود، بهترین امیدش برای بقا، یک استراتژی دفاعی است. لازم به تذکار است که رئیس ستاد پیر این استراتژی دفاعی را با یک رویکرد تاکتیکی شدیداً هجومی سازگاری داده است به طوری که عقیده داشت نابودی یک نیروی مهاجم مستلزم محاصره کردنش و سپس هجوم بدان از تمامی جهات است تا مجبور به تسلیم گردد نه این که صرفاً با دفاع منفعلانه پس زده شود:
راجع به هرگونه حمله فرانسویان در حد فاصل متز و استراسبورگ، او اصرار داشت که رویکرد صحیح آلمان این نیست که فرانسه را به خطوط مرزی خودش پس بزند بلکه این است که در داخل خاک آلمان وی را قلع و قمع کند و این جز «حمله به جناحین و عقب دشمن» معنی دیگری ندارد. هرگاه با این فرمول اشلیفن مواجه می‌شویم، باید توجه داشته باشیم که اشلیفن دارد از یک ضدحمله در چارچوب استراتژی دفاعی سخن می‌راند.

اما چنان‌که ذکرش رفت، رئیس ستاد در ماه اوت ۱۹۰۵ از یکی از اسب‌های همراهانش لگد خورده و از کار ناتوان گردید. در این اواخر وی که دیگر هفتاد و دو ساله بود، درحال برنامه‌ریزی برای دوران بازنشستگی اش بود. جانشین وی همچنان نامعلوم بود. از کلمار فرایهر فن در گلتس به عنوان کاندیدای جانشینی وی نام برده می‌شد اما امپراتور ویلهلم دوم علاقه ای به وی نداشت بلکه برادر زادهٔ مولتکهٔ بزرگتر به نام هلموت فون مولتکه(جوانتر) را برگزید. مولتکه(جوانتر) پس از عهده‌دار شدن ریاست ستاد، شروع به طراحی نقشهٔ جدید «آرایش دوم شرق» نمود که برخلاف نقشه «آرایش شرق» اشلیفن، برای جنگی تک جبهه ای بین آلمان و روسیه (و نه فرانسه) طراحی شده بود. اشلیفن ظاهراً می‌کوشید جانشین خود را متقاعد سازد که هرگونه موفقیت استراتژی تهاجمی در برابر فرانسه، با درگیر نکردن روسیه به‌دست می‌آید؛ در غیر اینصورت ژرمن‌ها از نظر عددی ضعیفتر از آنند که در دو جبهه بجنگند. هم چنین مولتکه کوشید که نقشه هجومی «آرایش جنگی اول غرب» را به جنگی دو جبهه ای پیوند زند. در نتیجه وی نیروهای زیادی را از جناح راست ارتش برداشت کرده و به جبهه شرق اختصاص داد. اثر این عمل هنگامی دیده می‌شود که بدانیم با آغاز جنگ جهانی اول با توجه به تعداد ناکافیِ سربازانِ ارتشِ اول آلمان، مولتکه اجباراً فقط به گذر از رود سن قناعت کرده و نتوانست نیروهایش را به غرب پاریس رسانده تا آن را دور بزنند؛ در نتیجه تلاش‌های مولتکه برای رخنه در «دومین خط دفاعی مستحکم فرانسه» به شکست انجامید و نیروهایش در نبرد مارن به عقب رانده شدند تا جنگی که اشلیفن توقع داشت شش هفته به طول بینجامد، مدت چهار سال به درازا بکشد و خون بسیاری را بریزد.

## اثرگذاری
اشلیفن شاید شناخته شده‌ترین استراتژیست نظامی زمان خودش در میان معاصران ما باشد. اما وی به خاطر «اسکولاستیسمِ نظامیِ کُند ذهنش» مورد انتقاد نیز قرار گرفته است. تئوری‌های عملیاتی اشلیفن بر گسترش مانورهای جنگی در قرن بیستم تأثیری شگرف داشته است؛ به‌خصوص مقاله انقلابی اش به نام"کانه" در این مورد قابل توجه است. مقاله کانه دو هدف اصلی داشت: اول به قصد توضیح و تشریح مفاهیم مانورهای جنگی (و به‌خصوص مانورهای از نوع محاصره ای) و نیز سایر اصول اساسی جنگی ارائه شد. دوم اینکه این مقاله تا سالها به عنوان ابزاری در دست ستاد، آکادمی جنگ و ارتش به‌طور کلی به کار می‌رفت. تئوری‌های وی به‌طور گسترده‌ای به‌خصوص در آکادمی‌های عالی نظامی ایالات متحده و اروپایی بعد از جنگ جهانی اول مورد مطالعه قرار می‌گرفتند؛ اندیشمندان نظامی آمریکایی در مورد میراث مکتوب اساسی وی یعنی "کانه" به تفکر می‌پرداختند به طوری که این مقاله در قدیمی‌ترین آکادمی نظامی ایالات متحده یعنی آکادمی " Fort Leavenworth" ترجمه گشته و میان سایر محافل فکری نظامی توزیع شد.
در عین این که وی به عنوان یک استراتژیست بزرگ جنگی شناخته می‌شود، اما نکاتی نهفته در مورد صفات وی هستند که معمولاً ناگفته باقی می‌مانند. همانطوری که می‌دانیم، اشلیفن یک استراتژیست بود اما برخلاف سلف خود آلفرد فن والدرزه از امور سیاسی برائت می‌جست و به‌جای آن، فعالانه درگیر وظیفه خود به عنوان رئیس ستاد بود: طراحی عملیات‌های جنگی و آماده‌سازی ارتش برای جنگ. وی بیشتر تمرکز خود را بر طراحی نقشه‌های جنگی متمرکز نمود و وقتش را صرف تمرین دادن، آموزش نظامی و تلاش برای انطباق تکنولوژی روز جهت استفاده‌های نظامی کرد. او همچنین می‌پنداشت که یکی از وظایف اولیه اش، تربیت کادرهای افسری جوان می‌باشد به طوریکه این افسران به خوبی از پس مسئولیت طراحی مانورها برآمده و صدالبته این مانورها را به‌صورت عملی در میدان نیز اجرا نمایند.
با توجه به تاکتیک‌های اشلیفن، ژنرال والتر بیدل اسمیت، رئیس ستاد ژنرال دوایت آیزنهاور، فرمانده عالی نیروهای اعزامی آمریکایی در جنگ جهانی دوم، فاش کرد که ژنرال آیزنهاور و بسیاری از افسران جوانی که محصول آکادمی وی بودند، «همگی ملهم از ایده‌های وی در مورد مانورهای وسیع و بی باکانه اش برای کسب پیروزی قاطع بودند.»
ژنرال لودندورف، شاگردی از شاگردان وی که تعلیمات استادش در مورد مانور محاصره ای را در نبرد تاننبرگ بکار بست، اشلیفن را «یکی از بزرگ‌ترین سربازان همه ادوار» لقب داده بود.
مدت‌ها پس از فوت اشلیفن، افسران ستادی که در سنوات مابین دو جنگ جهانی خدمت می‌کردند، به‌خصوص ژنرال هانس فون زکت، گسترش ایده جنگ برق آسا (به آلمانی Blitzkrieg)ی خود را_که در اوایل جنگ جهانی دوم از علل کلیدی موفقیت‌های نظامی بی‌سابقه هیتلر بود_ از لحاظ فکری به اشلیفن مدیون بودند.